# John Gorton
John Gorton (ur. 9 września 1911 w Melbourne, zm. 19 maja 2002 w Sydney) – australijski polityk, w latach 1968–1971 lider Liberalnej Partii Australii i zarazem premier federalny.

## Życiorys

### Młodość
Urodził się jako owoc nieformalnego związku. Jego ojciec był z pochodzenia Anglikiem i trudnił się uprawą pomarańczy. Matka przyszłego premiera zmarła, gdy ten miał dziewięć lat. Resztę dzieciństwa spędził z ojcem i przyrodnią siostrą. Wyjechał na studia do Anglii, gdzie ukończył politologię, historię i ekonomię na University of Oxford. W chwilach wolnych od nauki zdołał także uzyskać licencję pilota samolotu. Tam też poznał amerykańską studentkę, która w 1935 została jego żoną i osiadła wraz z nim na farmie jego ojca w stanie Wiktoria. Jak wielu ludzi związanych z australijskim rolnictwem, Gorton działał wówczas w Partii Wiejskiej.

### Kariera polityczna

#### Poseł i minister
Podczas II wojny światowej Gorton zgłosił się na ochotnika do lotnictwa i służył podczas walk w Azji Południowo-Wschodniej. Po powrocie do cywila związał się z nowo powstałą Liberalną Partią Australii (LPA). W 1949 został z jej ramienia wybrany do Senatu. Zasiadał w gabinetach Roberta Menziesa i Harolda Holta, kierując m.in. resortami marynarki wojennej, robót publicznych, spraw wewnętrznych i edukacji.

#### Premier
19 grudnia 1967 premier Holt został uznany za zmarłego po tym, jak dwa dni wcześniej zaginął (najpewniej utonął, choć nigdy nie odnaleziono ciała), pływając w oceanie. Naturalnym kandydatem na nowego szefa rządu był dotychczasowy wicelider LPA, William McMahon. Współpracy z nim odmówił jednak szef koalicyjnej Partii Agrarnej, tymczasowo sprawujący funkcję premiera John McEwen. W tej sytuacji partia musiała szukać nowego przywódcy. 9 stycznia 1968 wybory na lidera wygrał Gorton, a dzień później został zaprzysiężony jako premier Australii. W lutym 1968 wygrał wyboru uzupełniające do Izby Reprezentantów w okręgu wyborczym zaginionego Holta. Tym samym dopełnił tradycji konstytucyjnej mówiącej, by szef rządu zasiadał w izbie niższej parlamentu.
Początkowo opinia publiczna bardzo ciepło przyjęła nowego premiera, który starał się kreować na zwykłego faceta, który lubi po pracy posiedzieć przy piwie. Z czasem tego typu wizerunek stał się jednak jego przekleństwem – prasa zaczęła spekulować na temat jego rzekomego alkoholizmu i słabości do kobiet. Choć starał się prowadzić bardziej niezależną politykę zagraniczną od poprzedników, utrzymał obecność australijskich wojsk w Wietnamie, co po wydarzeniach roku 1968 było bardzo niepopularne. W polityce wewnętrznej dążył do umocnienia władz federalnych kosztem stanów, co w naturalny sposób antagonizowało przeciw niemu, często bardzo wpływowych i popularnych na swoim terenie, premierów stanowych. W dodatku nie dorównywał medialnością przywódcy opozycji labourzystowskiej, którym był wówczas Gough Whitlam.
W 1969 kierowana przez niego partia nie najlepiej wypadła w wyborach – utrzymała wprawdzie władzę, ale notując ciężkie straty w Izbie Reprezentantów (przewaga koalicji nad opozycją stopniała z 45. do 7. mandatów). Później było tylko gorzej – kolejne sondaże pokazywały systematyczny spadek jej poparcia. W styczniu 1971 na emeryturę przeszedł McEwen, będący największym sojusznikiem Gortona w rządzie. Dwa miesiące później w wyniku wewnątrzpartyjnego buntu na fotelu lidera LPA i premiera zastąpił go McMahon. Gorton zdołał wywalczyć dla siebie teki wicelidera i ministra obrony, ale po kilku miesiącach premier pozbył się go z rządu.

### Późniejsze życie
Nowy lider nie zdołał zapobiec wyborczej porażce LPA w 1972. Przez kolejne dwa lata Gorton zasiadał w gabinecie cieni. Gdy w 1975 liderem liberałów został Malcolm Fraser, przywódca buntu, który cztery lata wcześniej pozbawił Gortona władzy, były premier odszedł z partii i próbował swoich sił w wyborach jako kandydat niezależny, ale bez powodzenia. Mając 69 lat, przeszedł na emeryturę. Wrócił do partii, ale pozostawał na jej uboczu. Pod koniec życia zaczął odzyskiwać uznanie w kręgach LPA – honorowym gościem jego 90. urodzin był ówczesny lider liberałów i premier Australii, John Howard. Zmarł niespełna rok później.